# Joseph de Leonessa
Saint Joseph de Leonessa (en italien San Giuseppe da Leonessa (à l'état civil Eufranio Desideri), né le 8 janvier 1556 à Leonessa et décédé le 4 février 1612 à Amatrice, est un prêtre capucin italien, prédicateur et missionnaire. Mort en odeur de sainteté, il fut canonisé en 1746 par Benoît XIV.
Il est commémoré le 4 février selon le Martyrologe romain.

## Jeunesse et vocation
Tout enfant déjà, il était attiré par la vie religieuse, dressant de petits autels où il incitait ses compagnons à venir prier avec lui, pratiquant jeûnes et mortifications. Le jeune Eufranio fut élevé par son oncle, qui souhaitait lui faire faire un beau mariage. Cependant, à l'âge de 16 ans, lorsqu'il se remit d'une grave maladie il rejoignit les Frères mineurs capucins sans prévenir sa famille et effectua son noviciat près d'Assise.
Prenant le nom de religion Joseph, le jeune frère capucin fut un religieux remarquable, pratiquant l'austérité et l'abstinence. Il parlait de son corps comme d'un âne qu'il n'était pas utile de nourrir comme une noble monture, et qu'il fallait fustiger comme le frère âne qu'il était.

## À Constantinople
En 1587, Joseph fut envoyé, par le supérieur de son Ordre, à Constantinople, afin d'aller soutenir les chrétiens emprisonnés par les Ottomans. Lui et ses compagnons furent logés dans le quartier de Galata dans les locaux du lycée Saint-Benoît, qui avaient été abandonnés peu de temps auparavant en raison d'une épidémie de peste. Ils y vécurent dans une grande pauvreté.
Les Turcs, étonnés par la rigueur des mœurs des frères capucins et par leur misère, vinrent en grand nombre voir ces étranges missionnaires. Joseph et ses compagnons partaient tous les jours en ville, pour prêcher, annonçant l'Évangile aux captifs, avec une telle ardeur qu'il se retrouvèrent bientôt en prison, et ne durent leur libération qu'à l'émissaire de Venise qui plaida leur cause.
Il poussa l'audace missionnaire jusqu'à se rendre au palais de Topkapi et demander au sultan Murad III en personne de se convertir au christianisme. Celui-ci le fit aussitôt arrêter et le condamna à mort. Pendant trois jours, il fut suspendu à une potence sous laquelle brûlait un feu, retenu par deux crochets aux mains et aux pieds. Malgré ce traitement, il ne mourut pas et ses blessures guérirent miraculeusement. Alors le sultan, impressionné par ce qui s'était passé, commua sa peine en exil à vie. La légende raconte qu'il aurait été protégé, voire délivré par un ange.

## Retour enItalie
Joseph rentra en Italie emmenant avec lui un archevêque grec qui avait apostasié, et réintégré l'Église Catholique en arrivant à Rome.
Dans son pays natal, Joseph continua à prêcher, souvent plusieurs fois par jour. Il avait aussi un grand souci des pauvres. En 1600, alors qu'il prêchait le Carême à Otricoli, ville située sur la route du pèlerinage vers Rome, il observa la misère des foules et s'employa à les nourrir et à les soigner. À Todi, il cultivait lui-même un jardin potager pour nourrir les nécessiteux avec sa récolte.
Joseph mourut à Amatrice en 1612.

## Souvenir et vénération
- Joseph de Leonessa a été déclaré bienheureux le 19 juin 1737 par le pape Clément XII, et canonisé en 1746 par Benoît XIV[2]. Dans le calendrier franciscain il est liturgiquement commémoré le 4 février[1].
- Il est le saint patron de son village natal, Leonessa où il est vénéré dans un sanctuaire San Giuseppe da Leonessa érigé en son honneur. La rue principale porte aussi son nom. Dans l'église San Lorenzo Novo se trouve un portrait de Joseph.
- Le 12 janvier 1952, le pape Pie XII le déclare Patron des missions en Turquie[2].

## Sources
- Abrégé historique de la vie du père Joseph de Leonessa..., Meaux, F. Alart, 1738.

- (en) Cet article est partiellement ou en totalité issu de l’article de Wikipédia en anglais intitulé « Joseph of Leonessa » (voir la liste des auteurs).
- (en)  Cet article contient des extraits traduits d'un article de la Catholic Encyclopedia dont le contenu se trouve dans le domaine public.